# Vârful Bătrâna, Munții Iezer-Păpușa
Vârful Bătrâna este un vârf montan situat în Masivul Iezer-Păpușa, care are altitudinea de 2.341 metri.